# Amorosi
Amorosi  és un municipi situat al territori de la província de Benevent a la regió de Campània, (Itàlia).
Amorosi limita amb els municipis de Castel Campagnano, Melizzano, Puglianello, Ruviano, San Salvatore Telesino i Telese Terme.

## Galeria

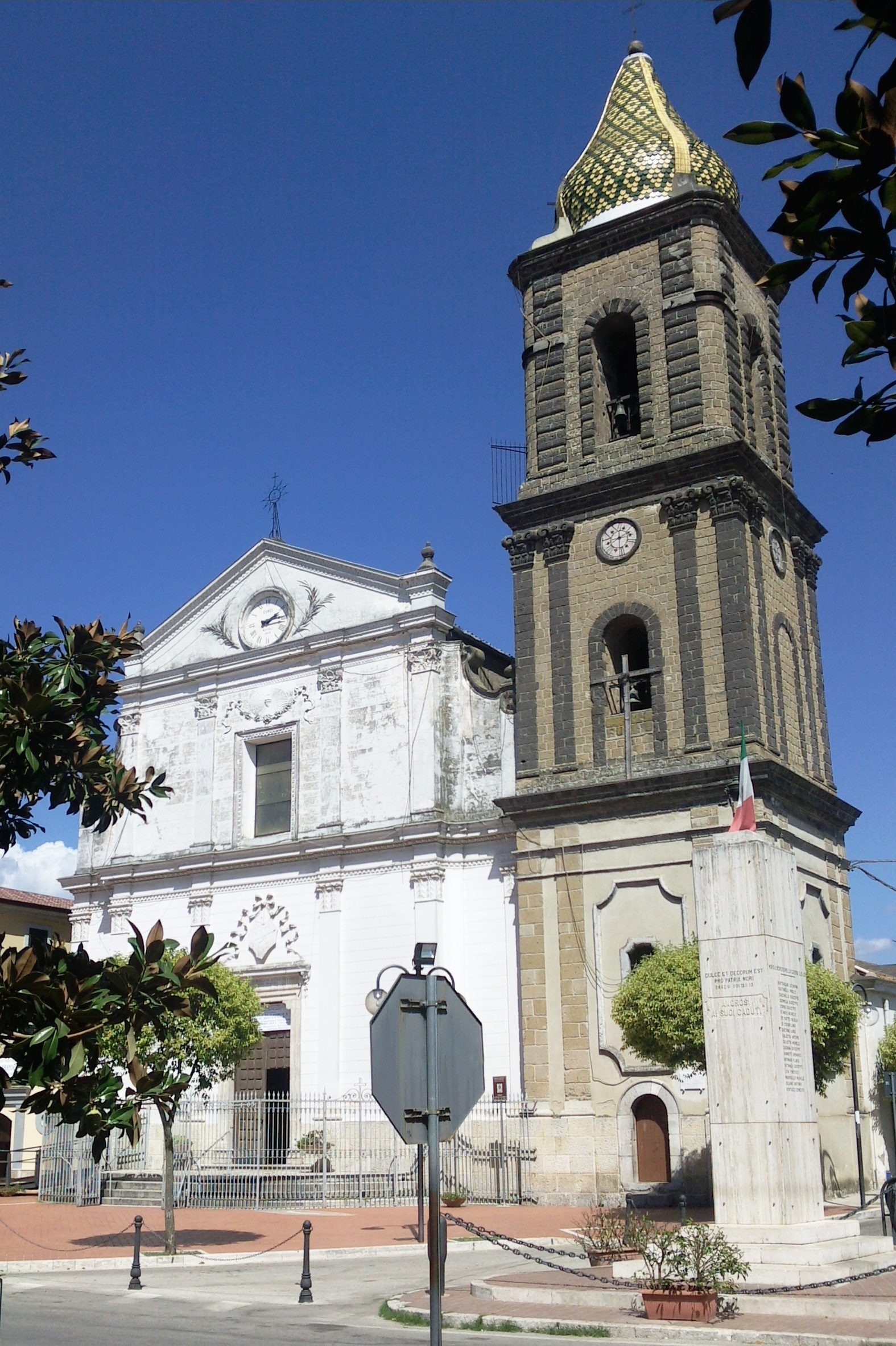
Església d'Amorosi
Localització de Amorosi a la província de Benevent.